# 沃佳諾-洛里內

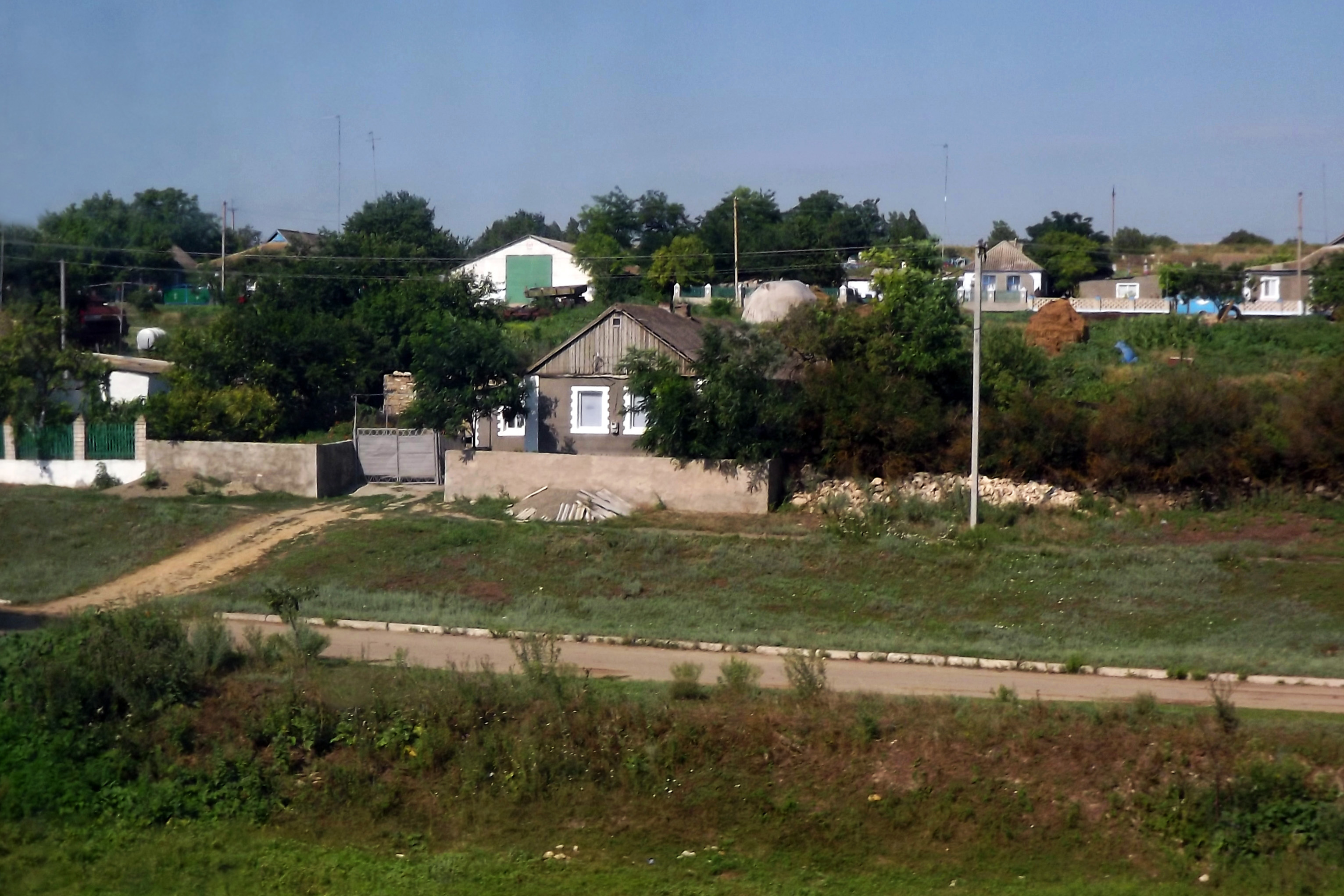
沃佳諾-洛里内

47°34′25″N 32°5′44″E / 47.57361°N 32.09556°E
沃佳諾-洛里内（烏克蘭語：Водяно-Лорине），是烏克蘭南部尼古拉耶夫州沃兹涅先斯克区葉拉涅茨市鎮的村落。始建於1770年，面積1.22平方公里，海拔高度39米，2001年人口507，人口密度每平方公里415.57人。